# 大街街道 (淄博市)
大街街道，是中华人民共和国山東省淄博市周村区下辖的一个乡镇级行政单位。

## 行政区划
大街街道下辖以下地区：
长安社区、元宝湾社区、荣和社区、爱国社区、和平社区和大庄社区。

## 人口
2010年中国第六次人口普查时，大街街道共有人口39629人。共有家庭13485户，平均每户2.77人。14岁以下的少年儿童共5759人，占总人口14.53%；15-64岁人口共29795人，占总人口75.18%；65岁及以上的老年人共4075人，占总人口的10.28%。男性共计19223人，占总人口48.50%；女性共计20406，占总人口51.49%。本地居住的人口中，拥有本地户籍的人口为28693人，占72.40%。